# 鞭尾孔鼬鳚
鞭尾孔鼬鳚（学名：Porogadus gracilis）为蛇鳚科孔鼬鳚属的鱼类。分布于东海琉球海沟北部到日本南部相模湾及新几内亚南部、水深910-2520米以及东海琉球海沟北部等。
其种加词来源于拉丁文“gracilis”，意为“纤细的”。